# Formato legible por humanos

ISBN representado como código de barra EAN-13 que muestra datos legibles por humanos y legibles por máquina

Un formato legible por el ser humano o un medio legible por el ser humano es una representación de datos o información que los humanos pueden leer de forma natural.
En informática, los datos legibles por humanos a menudo se codifican como texto ASCII o Unicode, en lugar de presentarse en una representación binaria. Prácticamente todos los datos pueden ser analizados por una computadora o máquina adecuadamente equipada y programada; Las razones para elegir formatos binarios sobre formatos de texto generalmente se centran en problemas de espacio de almacenamiento, ya que una representación binaria generalmente ocupa menos bytes de almacenamiento y eficiencia de acceso (entrada y salida) sin análisis ni conversión.
En la mayoría de los contextos, la alternativa a una representación legible por el ser humano es un formato legible por máquina o un medio de datos diseñado principalmente para leer por dispositivos electrónicos, mecánicos u ópticos, o computadoras. Por ejemplo, los códigos de barras de Universal Product Code (UPC) son muy difíciles de leer para los humanos, pero muy eficaces y confiables con el equipo adecuado, mientras que las cadenas de números que comúnmente acompañan a la etiqueta son la forma legible por humanos de la información del código de barras. En muchas jurisdicciones, las etiquetas de códigos de barras utilizadas en las compras minoristas también deben incluir un precio legible por humanos en la mercancía.
Con el advenimiento de lenguajes de marcado estandarizados y altamente estructurados, como el Extensible Markup Language (XML), los costos decrecientes del almacenamiento de datos y redes de comunicación de datos más rápidas y baratas, los compromisos entre legibilidad humana y legibilidad de máquina ahora son más comunes de lo que fueron en el pasado. Esto ha llevado a lenguajes de marcas humanas y formatos de archivo de configuración modernos que son mucho más fáciles de leer para los humanos. Además, estas representaciones estructuradas pueden comprimirse de manera muy efectiva para su transmisión o almacenamiento.
Los protocolos legibles por humanos reducen en gran medida el coste de depuración.
Varias organizaciones han estandarizado la definición de datos legibles por humanos y legibles por máquina y cómo se aplican en sus respectivos campos de aplicación, por ejemplo, la Unión Postal Universal.
A menudo, el formato legible por humanos también se usa para describir nombres o cadenas más cortas, que son más fáciles de comprender o recordar que las notaciones de sintaxis largas y complejas, como algunas cadenas de un Localizador de recursos uniforme.
Ocasionalmente, "legible por humanos" se usa para describir formas de codificar un entero arbitrario en una larga serie de palabras en inglés. En comparación con los sistemas de codificación decimales u otros sistemas compactos de codificación de binario a texto, las palabras en español e inglés son más fáciles de leer, recordar y escribir.